# خریت ریتفلد
خریت توماس ریتفلد یا خریت توماس ریتفلد (به هلندی: Gerrit Thomas Rietveld) (زادهٔ ۲۴ ژوئن ۱۸۸۸ میلادی – درگذشتهٔ ۲۵ ژوئن ۱۹۵۴ میلادی) یک طراح اثاث و معمار اهل هلند بود. او یکی از اعضای مهم جنبش هنری د استایل بود. او برای صندلی قرمز و آبی و خانه ریتفلد شرودر مشهور است که یک میراث جهانی یونسکو است.

## زندگی
خریت توماس ریتفلد در ۲۴ ژوئن ۱۸۸۸ در اوترخت از پدری نجار متولد شد. او در ۱۱ سالگی مدرسه را ترک کرد تا نزد پدرش شاگردی کند و در مدرسه شبانه ثبت نام کرد. سپس بین سالهای ۱۹۰۶ تا ۱۹۱۱ به عنوان طراح در جواهر فروشی C. J. Begeer فعالیت هنری خود را ادامه داد.

## کار حرفه‌ای
خریت ریتفلد پس از آموختن طراحی، نقاشی و مدل‌سازی در سال ۱۹۱۷ کارگاه مبلمان خود را افتتاح کرد و پس از آن به عنوان کابینت ساز شروع به فعالیت کرد.
او در سال ۱۹۱۷ صندلی قرمز و آبی خود را طراحی کرد که به یک مبلمان برجسته مبلمان مدرن تبدیل شد. سپس با هدف سادگی در ساختار، شروع به تولید انبوه بیشتر مبلمانهای خود به صورت دست‌ساز کرد. ریتفلد در سال ۱۹۱۸ کارخانه تولید مبلمان خود را راه اتدازی کرد و پس از تأثیرپذیری از جنبش د استایل رنگ صندلی خود را تغییر داد و در سال ۱۹۱۹ به معماری روی آورد و به عضویت این جنبش درآمد. ارتباطاتی که او در د استایل برقرار کرد این امکان را برایش فراهم آورد تا در خارج از هلند نمایشکاه‌هایی برگزار کند. در سال ۱۹۲۳، والتر گریپوس از ریتفلد برای نمایشگاه در باوهاوس دعوت کرد.
او خانه شرودر را در سال ۱۹۲۴ برای تروس شرودر در اوترخت طراحی کرد. در ساخت این خانه خانم شرودر و ریتفلد همکاری تنگاتنگی داشتند به طوری که انتخاب سایت با نظر ریتفلد انجام شد. خانه در نگاه اول همچون کمپوزیستی از صفحاتی تخت و خطوطی عمودی و افقی به نظر می‌رسد که به واسطه رنگ از یکدیگر متمایز شده‌اند. این عناصر عمدتاً به رنگ‌های آبی، قرمز، زرد – رنگ‌های اصلی و سیاه بندکشی‌ها، قاب در و پنجره و ستون‌های فلزی به رنگ‌های سیاه، قرمز وزرد رنگ آمیزی شده‌اند. این خانه در سال ۲۰۰۰ به میراث جهانی یونسکو اضافه شد. طراحی ریتفلد در خانه شرودر تأثیر زیادی بر دختر تروس، هان شرودر، که به یکی از اولین معماران زن در هلند است گذاشت.

## معماری مدرن
ریتفلد در سال ۱۹۲۸ از د استایل جدا شد و با سبک معماری کاربردی تری شناخته شد که به آن معماری مدرن (Nieuwe Zakelijkheid) یا (Nieuwe Bouwen) می‌گویند. در همان سال او به کنگرهٔ جهانی معماران مدرن پیوست. از اواخر دهه ۱۹۲۰ او به مسکن اجتماعی، روشهای ارزان قیمت تولید، مواد جدید، پیش ساخته و استاندارد توجه داشت. در سال ۱۹۲۷ او در حال آزمایش اسلبهای بتونی پیش ساخته به عنوان ماده ای بسیار غیر معمول در آن زمان بود. در دهه‌های ۱۹۲۰ و ۱۹۳۰ تمامی کارهای او از افراد خصوصی بود و دهه ۱۹۵۰ بود که وی توانست ایده‌های مترقی خود در مورد مسکن اجتماعی، در پروژه‌های اوترخت و ریوویک عملی کند.
ریتفلد صندلی زیگ زاگ را در سال ۱۹۳۴ طراحی کرد و شروع به طراحی موزه ون گوگ در آمستردام کرد که پس از مرگ وی به پایان رسید

## احیای دِ استایل
در سال ۱۹۵۱ ریتفلد یک نمایشگاه بازنگری در مورد د استایل طراحی کرد که در آمستردام، ونیز و نیویورک برگزار شد که در نتیجه آن علاقه به کار او دوباره زنده شد. در سالهای بعدی پروژه‌های زیادی به وی اعطا شد، از جمله غرفه هلند برای دوسالانه ونیز (۱۹۵۳)، آکادمی‌های هنری در آمستردام و آرنهام و اتاق مطبوعات برای ساختمان یونسکو در پاریس. در سال ۱۹۶۵ غرفه سونزبیک ریتفلد که برای نمایش مجسمه‌های کوچک در سومین نمایشگاه بین‌المللی مجسمه‌سازی در پارک سونزبیک آرنهم طراحی شده بود، در موزه کولر-مولر بازسازی شد؛ اما در سال ۲۰۱۰ به دلیل خسارات جبران ناپذیر پوسیدگی بار دیگر، این بار با مواد جدید، بازسازی شد. ریتفلد در سال ۱۹۶۱ به منظور رسیدگی به همه این پروژه‌ها، با همکاری یوهانس ون دیلن و جی ون تریت صدها خانه ساخت که بسیاری از آنها در شهر اوترخت بودند.
پس ازسی سال که کارهای او نادیده گرفته می‌شد عقل‌گرایی رواج پیدا کرد و آنها دوباره احیا شدند.

## مرگ
ریتفلد در ۲۵ ژوئن ۱۹۶۴ در اوترخت درگذشت. پسرش ویم ریتفلد نیز یک طراح مشهور صنعتی شد.

## نگارخانه

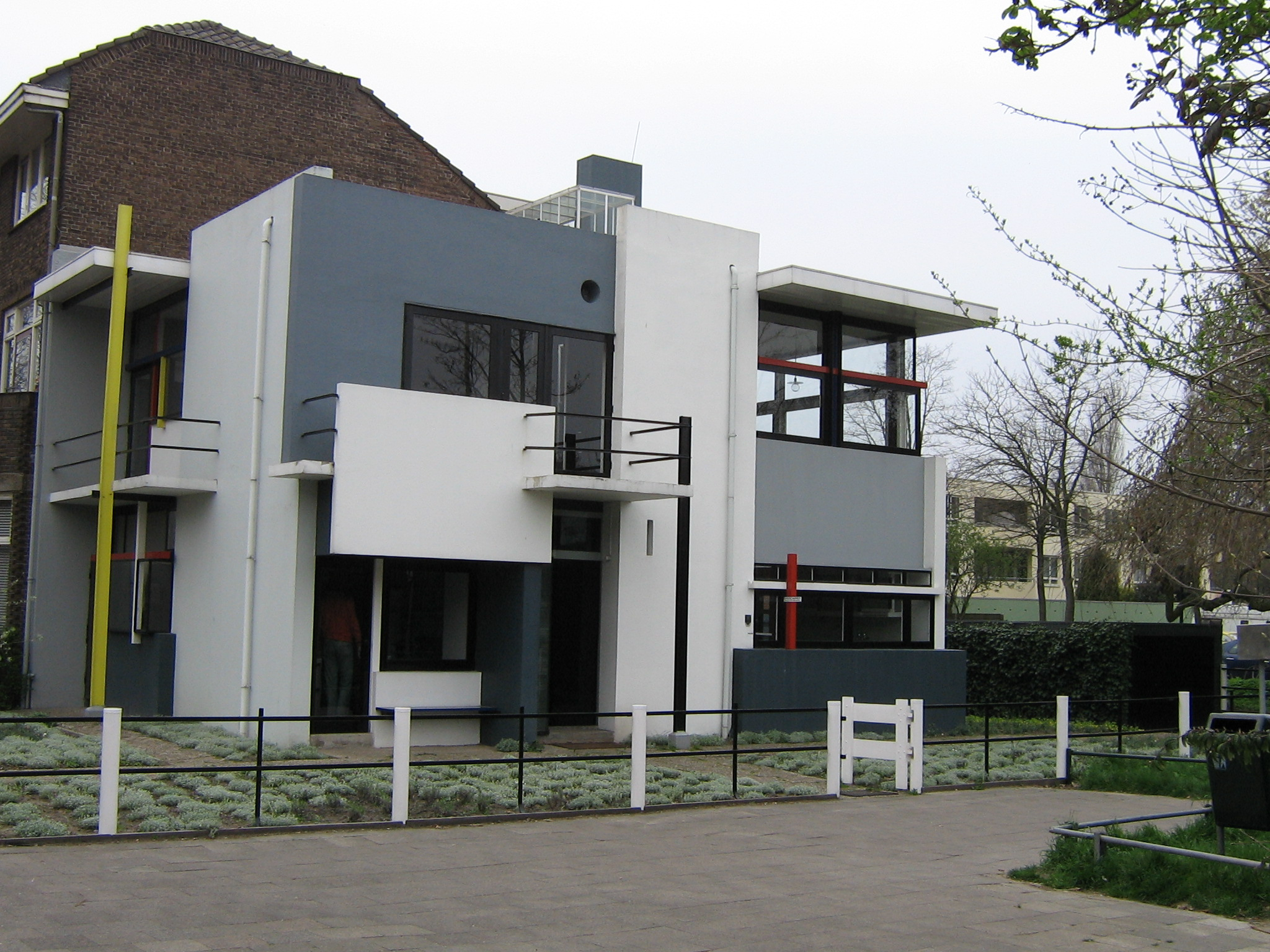
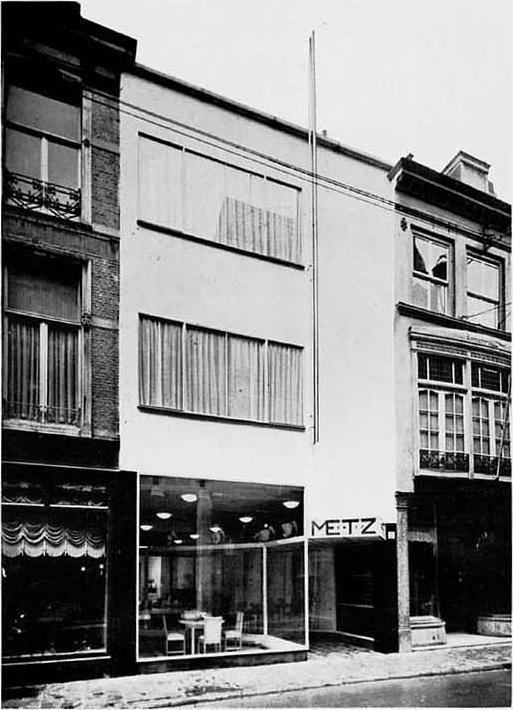
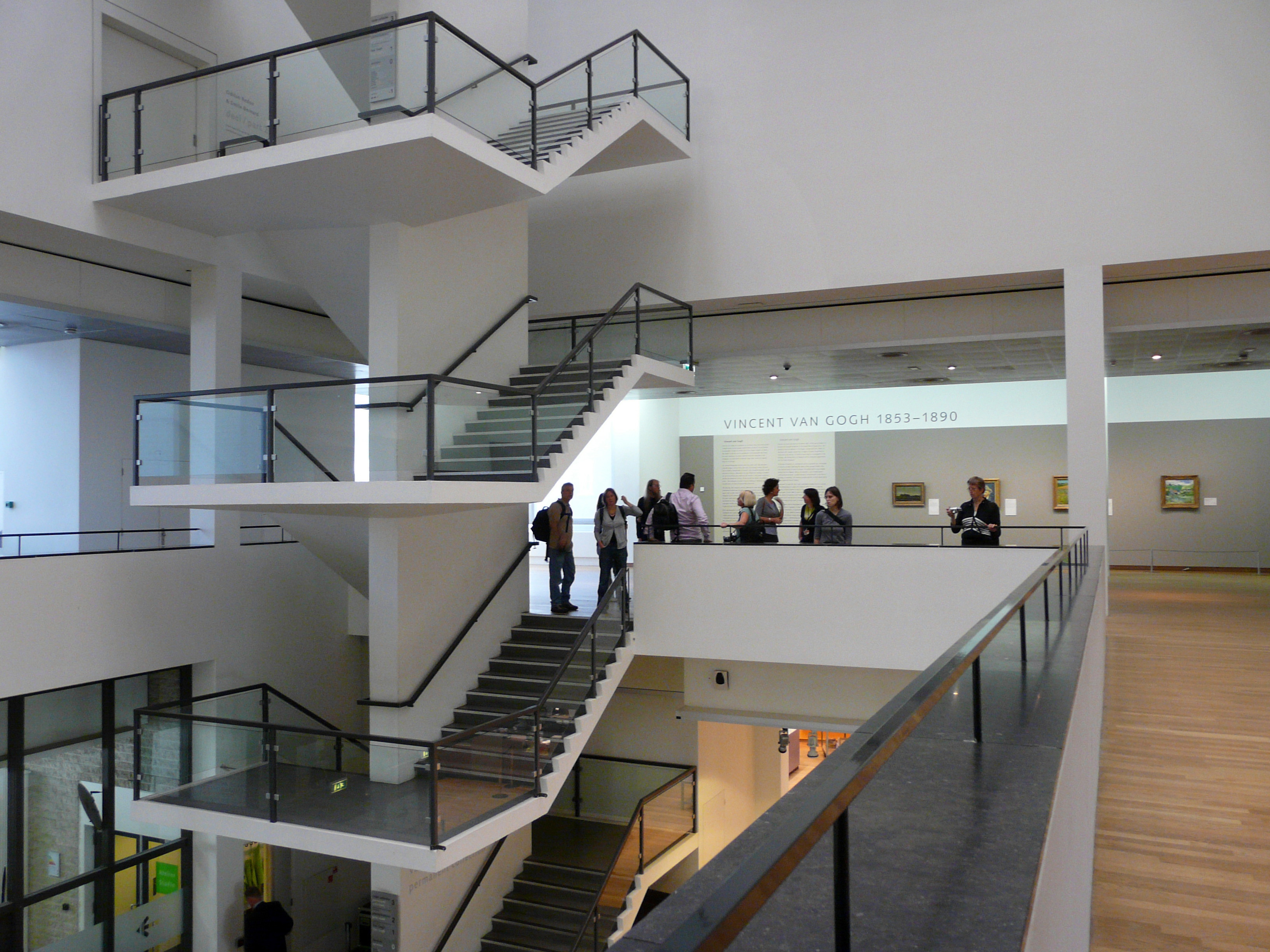